# Arthur Clopatt
Arthur Rudolf Clopatt, född 30 juli 1858 i Helsingfors, död där 4 april 1933, var en finländsk läkare. 
Clopatt blev medicine och kirurgie doktor 1888, var docent i pediatrik 1890–1915, en tid laborator vid fysiologiska institutionen i Helsingfors och provinsialläkare i Lojo distrikt 1915–1925. Han upprätthöll ett eget röntgeninstitut i Helsingfors 1902–1915 och kan betecknas som den egentliga banbrytaren för röntgenologin i Finland.